# Tribunal Regional do Trabalho da 7.ª Região
O Tribunal Regional do Trabalho da 7ª Região, com sede em Fortaleza, estado do Ceará, é um órgão da Justiça do Trabalho, pertencente ao Poder Judiciário da República Federativa do Brasil, o qual exerce jurisdição em todo território do estado do Ceará.

## Histórico
A primeira instância do TRT7 possui 37 Varas do Trabalho, sendo 18 em Fortaleza e as outras 19 nas cidades de Aracati, Baturité, Caucaia (duas unidades), Crateús, Crato, Eusébio, Iguatu, Juazeiro do Norte (duas unidades), Limoeiro do Norte, Maracanaú (duas unidades), Pacajus, Quixadá, São Gonçalo do Amarante, Sobral (duas unidades) e Tianguá. Conta, ainda, com uma justiça itinerante para permitir às cidades mais distantes acesso mais facilitado ao poder judiciário trabalhista.
Em novembro de 2021, a segunda instância era formada por 14 desembargadores. Além do pleno, era composta por três turmas.